# Купер, Дэниел, 1-й баронет Купер
Сэр Дэниел Купер (англ. Daniel Cooper, 1 июля 1821, Болтон, Ланкашир, Англия, Британская империя — 5 июня 1902, Кенсингтон, Лондон, Мидлсекс, Англия, Британская империя) — британско-австралийский политик, торговец и филантроп, Спикер законодательной ассамблеи Нового Южного Уэльса с 22 мая 1856 по 31 января 1860 года. Аристократ с титулом баронета Купер, чьим первым обладателем он стал 26 января 1863. Кавалер ордена святых Михаила и Георгия.

## Ранняя жизнь
Дэниел Купер родился 1 июля 1821 года в Англии, в семье незнатного болтонского торговца Томаса Купера и его жены Джейн, дочери Натаниеля Рамсдена. Он был вторым ребёнком в семье. Когда Дэниел был ещё совсем ребёнком его семья переехала в Новый Южный Уэльс, Австралия, обосновавшись в городе Сидней. Живя там, он учился в наиболее престижных школах, получая лишь высшие оценки. В возрасте 14 лет он на некоторое время покинул Австралию и вернулся обратно в Англию. Прибыв на родину, он закончил обучение в младшей школе университетского колледжа Лондона. После Купер хотел продолжить обучение, поступив в 1839 в университет, чтобы стать юристом, но из-за плохого состояния здоровья пришлось расстаться с занятиями. В 1841 он направился во французский город Гавр, где стал учиться коммерции в совместной франко-американской фирме. Там здоровье Дэниела значительно восстановилось благодаря хорошим условиям проживания в особняке на французской земле. Но такая жизнь не устраивала Купера, поэтому он пробыл в стране лишь около девяти месяцев, вернувшись в 1842 году в Англию, где стал работать в фирме своего дяди.

## В Австралии

### Предпринимательская деятельность
В 1843 году, подгоняемый плохим здоровьем и желанием сделать как можно больше в своей, как он, вероятно, считал, недолгой жизни, Купер покинул Британские острова и двинулся снова в Сидней, где нашёл работу экономиста в фирме-товариществе своего шурина Джеймса Холта. В 1845 году Холт отправился в Англию, а его фирма отошла Дэниелу, на тот момент занимавшемуся бухгалтерским учётом и приёмом корреспонденции, и его брату. Компания тогда считалась одной из крупнейших на континенте. Вскоре она полностью оказалась под контролем Дэниела, когда его брат умер в 1853 году, не оставив потомков, и процветала во времена золотой лихорадки. К середине 1850-х Купер не только стал богатейшим бизнесменом в Новом Южном Уэльсе, но и был одним из богатейших людей во всей империи. Он владел огромным количеством сухогрузов. Более 60 % золотого оборота между Британской империей и её колониями было под контролем фирмы «Купер и Холт», возглавляемой Дэниелом единолично. Купер был близким знакомым многих членов колониальной администрации и нередко принимал от них подарки, например прекрасную серебряную статуэтку, которую он описал как «самую красивую, что когда-либо видели его глаза».
В дальнейшем состояние Дэниела лишь росло. Ещё с 1850 года он владел большим количеством недвижимости, в этом же году был назначен директором австралийской железной дороги, а на три года раньше стал банкиром и членом правления банка Нового Южного Уэльса. Председателем последнего Купер стал в 1855.

### Политическая карьера

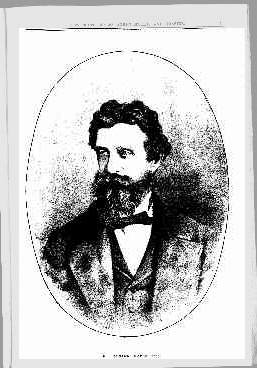
Портрет из Illustrated Sydney News

В 1849 году Дэниел был впервые избран в парламент Нового Южного Уэльса. В 1851 году он занял первую политическую должность — стал магистратом по вопросам мира от комиссии Нового Южного Уэльса. В то время появилась первая конституция и был принят и новый закон о выборах в колонии. Границы избирательных участков были пересмотрены, и одному из членов парламента необходимо было покинуть пост. По закону это должен был сделать Алик Осборн, один из членов Парламента (который был только избран 1 сентября того же года). Но ушёл вместо этого Дэниел, ссылаясь на своё состояние здоровья. Среди членов парламента существовало мнение, что его заставили уйти. Осборн перестал быть членом парламента в 1855 году, а четыре года спустя скончался.
В 1856 году в шести колониях на континенте была введена Вестминстерская система и появилась новая процедура выборов. В том же году Купер участвовал в выборах от округа Sydney Hamlets и одержал уверенную победу над своим соперником. Одновременно с этим он стал попечителем Сиднейского университета.
На тот момент в системе полностью отсутствовали какие-либо партии, и назначения на должности осуществлялись скорее по знакомству и личному доверию. Купер примкнул к либеральной части парламента, на тот момент разделённого на либералов и консерваторов. Своим учителем он называл «радикального патриота колонии» Генри Паркса, в чью группу постоянно входил. После создания первого парламента за место спикера разгорелась жаркая борьба. Дэниел был выдвинут со стороны либералов и при голосовании одержал победу над своим опытным соперником с небольшим перевесом. Его молодость при избрании спикером вызывала вопросы, ибо большинство считали, что им должен быть человек опытный, однако его умственные способности и организаторский талант способствовали быстрому сплочению либеральных кругов и даже консолидации их в то, что Паркс назвал подобием партий.
В 1860 году, прощаясь с Купером, члены парламента решили, что это назначение всё же оправдало себя и было здравым решением. До ухода ему было предложено занять пост премьер-министра Фостера, который собирался в отставку, но Дэниел отказался и решил вернуться в Англию.

## После отставки. Возвращение в Англию

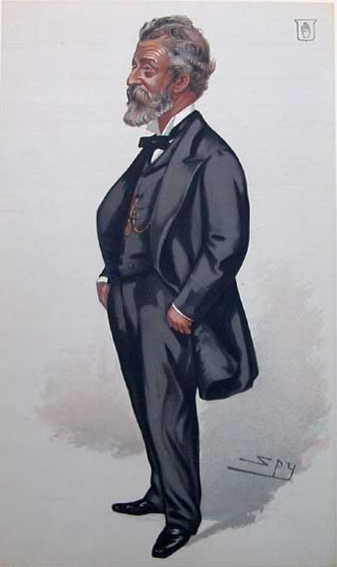
В старости, карикатура в британском журнале Vanity Fair за авторством Лесли Уорда, 21 января 1882

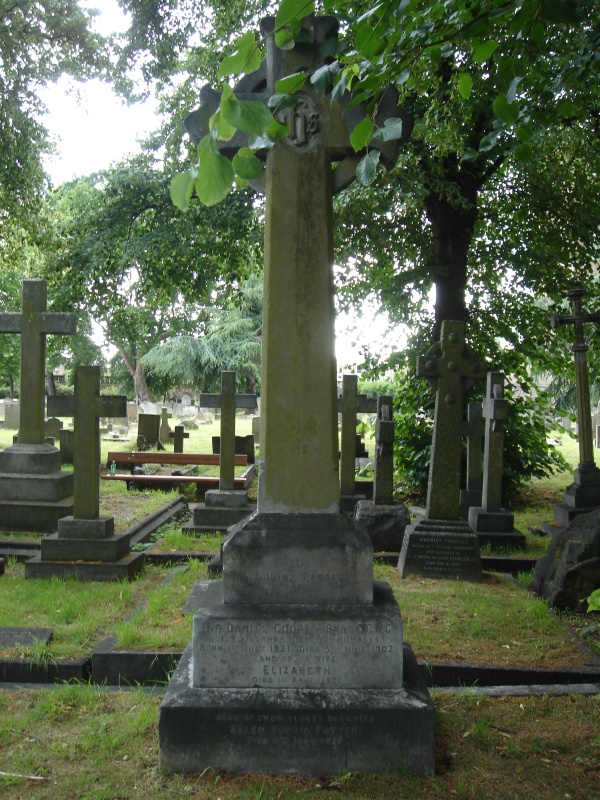
Могила с надгробием

Переехав в Англию, Купер остался преданным колонии и служил там в её благо. Например, он был активным сторонником реформы лондонской системы сбыта овечьей шерсти, выработкой которой традиционно занималась в колониях континента значительная часть населения, ведя переговоры по упрощению поставок и уменьшению тарифов. Эти переговоры и принятые благодаря Дэниелу законы были настолько важны для населения, что предприниматели дважды писали в местные газеты письма благодарности к Куперу. Помимо этого Дэниел нередко выступал неофициальным послом от Британской империи в Новом Южном Уэльсе, отвечая за переговоры и важные назначения. В 1881 году он был председателем лондонского комитета на сиднейской международной выставке, организованной губернатором Огастесом Лофтусом. Помимо этого он был активным членом Королевского общества Содружества. Как и его кумир Паркс, он был активным сторонником расформирования империи, деколонизации и создания британского содружества наций и даже выпустил посвящённую этому книгу в 1880-х годах — A Federal British Empire, The Best Defence of the Mother-Country and Her Colonies.

### Смерть
Дэниел Купер скончался 5 июня 1902 года в доме № 6 по улице Де Вер Гарденс, в районе Кенсингтон города Лондон, в окружении семьи. Некролог в связи с его смертью выпустили все крупнейшие австралийские газеты, английская The Times и американская The New York Times. Купер был похоронен 10 июня того же года на Бромптонском кладбище.

## Оценки и личность
Отец-основатель Австралийского государства Генри Паркс описал взгляды Купера как «настолько жёстко либеральные, что не будь он одним из богатейших людей континента, даже либералы сочли бы его слишком опасным для себя». В своей автобиографии Паркс пишет, что Дэниел был одним из тех людей, что оказали ему наибольшую поддержку в деле становления федерации. Ещё в 1856 году, когда молодой Дэниел был только избран в парламент, отец-основатель писал о нём как о человеке со взрослыми мыслями и устоявшимися взглядами, а также о том, кто способен благодаря своей «душевной простоте» без особых проблем обрести популярность среди населения. Паркс также назвал его человеком с добродушным характером и «чистым сердцем». 
Автор статьи в одной из старейших австралийских газет The Sydney Morning Herald в том же году оценил его человека, которому всё же удалось победить ту жадность, которая обычно проявляется у многих богачей, благодаря тому, что Купер обладал мягким темпераментом, высокой «человечностью», щедростью, приветливостью и неприхотливостью.
Дэниел был человеком крайне щедрым и много жертвовал на благотворительность. Он помогал рабочим деньгами во время хлопкового голода в Ланкашире и много отдавал семьям погибших и пострадавших на крымской войне. Помимо этого Купер был человеком крайне дружелюбным и компанейским: когда в 1870 году он вернулся в Австралию, на ужине в его честь собралось более 60 человек.
Дэниел был человеком маленького роста, прозорливым, с мягким и обходительным голосом. Он обладал покатым, широким и бледным лбом.

## Владения и состояние

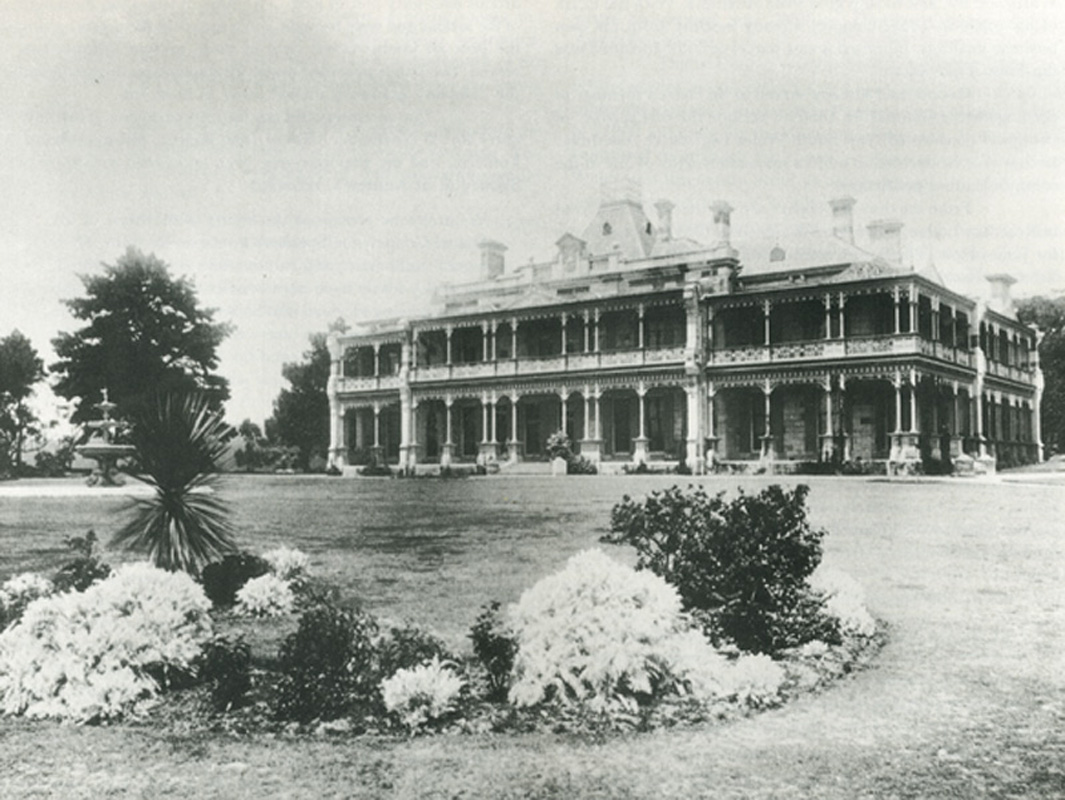
Woollahra House, 1885

Находясь на посту члена законодательного собрания, сэр Купер построил на Пойнт-Пайпер особняк, который был назван Woollahra House. Стоимость строительства оценивается в более чем 50 000 фунтов стерлингов. Первый камень особняка в знак признательности заложил губернатор Нового Южного Уэльса Уильям Денисон в 1856 году. В то время здание рассматривалось как «залог верности Купера новому государству». Но Дэниел покинул его в 1861, по окончании полномочий, и более никогда не жил на постоянной основе на территории «зелёного континента». Стоимость поместья к моменту его смерти оценивалась в сумму от 440 до 544 тысяч фунтов стерлингов. На его счетах также находилось не менее 40 тысяч фунтов.

## Почести и награды
В 1857 Дэниел Купер был посвящён в рыцари-бакалавры, а 23 октября 1880 года получил орден святых Михаила и Георгия за заслуги перед Британской империей. Награды были вручены ему за следование интересам всей страны, а не своим собственным, во время сложных для страны периодов голода и войны.
В 1863 году Куперу был пожалован титул барона Вуллахра, также называемый по его фамилии баронством Купер, за активную гражданскую позицию во время голода. В XIX веке из работавших и проживавших в Австралии людей лишь 4 человека удостоились такой почести, помимо Купера ими были Чарльз Николсон, Уильям Кларк и Сэмюэл Уэй.

## Семья
17 октября 1846 года Уильям Купер женился на Элизабет (ум. 2 апреля 1906 года в Сиднее), которая была третьей дочерью Уильяма Хилла. От брака с ней имел семерых детей — 5 дочерей и два сына:
- Элен София Купер;
- Элис Джейн Купер;
- Мэри Элизабет Купер;
- Флоренс Ева Купер;
- Элизабет Эдит Купер;
- Дэниел Купер Младший (5 ноября 1848 — 13 июня 1909) — второй барон Купер, скончался в Сиднее от сердечной недостаточности в возрасте 60 лет[38].
- Уильям Чарльз Купер (12 октября 1851 — 2 сентября 1925) — третий барон Купер, скончался в Лондоне от сердечного приступа в возрасте 73 лет[39].